# Peter Dusek

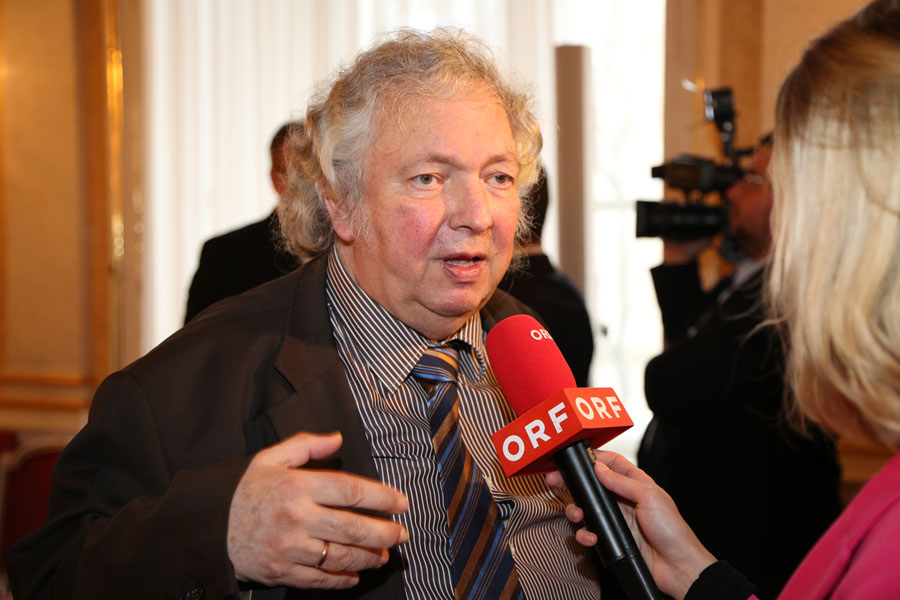
Peter Dusek (2013)

Peter Dusek (* 20. Mai 1945 in Waidhofen an der Thaya; † 22. Mai 2024) war ein österreichischer Historiker, Archivar, Publizist und Opernexperte.

## Leben und Wirken

### Ausbildung
Peter Dusek besuchte in Wien die Volks- und Mittelschule und absolvierte 1963 die Matura am Bundesrealgymnasium 3. Anschließend studierte er an der Universität Wien Deutsch, Geschichte, Philosophie und Psychologie mit Ausrichtung auf Lehramt sowie allgemeine Sprachwissenschaft und Informatik. Im Jahr 1968 legte er das Doktorat am Institut für österreichische Geschichtsforschung der Universität Wien ab. Das Thema der Dissertation war „Die Intitulatio der Fränkischen Könige im 9. und 10. Jahrhundert.“ In den Jahren 1967 und 1968 war er wissenschaftliche Hilfskraft am Historischen Institut der Universität Wien unter der Leitung von Heinrich Lutz. Anschließend nahm er bis 1970 am Kurs des Instituts für Österreichische Geschichtsforschung für eine wissenschaftliche Archivar-Ausbildung teil. Von 1970 bis 1972 war er zunächst Volontär und dann Angestellter in der Chronik-Redaktion der Zeitung Die Presse.

### ORF-Laufbahn
Ab 1972 war Dusek Redakteur beim ORF, zunächst im Auslandsdienst auf Kurzwelle und ab 1974 als Mitarbeiter bei Bildungssendungen des ORF wie Magazin der Wissenschaft, Rampenlicht, Opernwerkstatt, Ex libris sowie im Schulfunk und Schulfernsehen. Zudem wurde er der Kurator des Dokumentationsarchivs des Österreichischen Widerstandes.
Im Jahr 1982 begann er mit dem Aufbau des Historischen Archivs des ORF. Parallel dazu entstand die große ORF-TV-Serie „Österreich II“. Das Historische Archiv war auch in die redaktionelle Gestaltung der Serien „Zeitzeugen“, „Feindbilder“ und „Werbung einst und jetzt“ eingebunden. Von 1988 bis 2008 war Dusek Hauptabteilungsleiter des ORF-Fernseharchivs. Als Präsident und Vize-Präsident der internationalen Archivvereinigung FIAT/IFTA in den Jahren 1994 bis 2006 stieß er internationale Reformprojekte an. 
Von 2008 bis 2010 war Dusek zudem ORF-Konsulent mit dem Auftrag der digitalen Öffnung der Archive vorrangig für Bildungseinrichtungen. Seit 2012 war er mit dem Aufbau eines VIP-Clubs bei den Freunden des Radio-Symphonieorchesters Wien (RSO) beauftragt.

### Wissenschaftliche Laufbahn
Ab 1975 gestaltete Dusek regelmäßig historische Radiosendungen des Radiosenders Ö1 zur jüngsten Vergangenheit Österreichs. Zu diesen Sendungen gehörten Krieg und Geschäft, Vom Patriarchat zur Partnerschaft, Umdenken – Neubeginnen!, Politische Propaganda im 19. und 20. Jahrhundert sowie Alltagsfaschismus.
Die Nachfrage nach dem Manuskript der 16-teiligen Serie Alltagsfaschismus war so groß, dass das Niederösterreichische Pressehaus in St. Pölten eine Tontextedition herausbrachte. Sie bildete den  Prototyp der Serie „Medienkoffer zur österreichischen Zeitgeschichte I–IV“ (1980 bis 1985), die vom österreichischen Unterrichtsministerium allen Schulen Österreichs zur Verfügung gestellt wurde.
Ab 1979 war Dusek Lektor für Mediendidaktik an der Universität Klagenfurt (Institut für Geschichte), Universität Salzburg (Institut für Geschichte und Publizistik) und Universität Wien (Institut für Zeitgeschichte und später auch Institut für Geschichtsforschung), Lehraufträge hatte er unter anderem am Institut für Theaterwissenschaft sowie am Institut für Geschichtsforschung (Audiovisuelle Quellenkunde) der Universität Wien inne.
Ab 2002 war er Koordinator des Schwerpunkts „Medienarchive“ beim Institut der Österreichischen Geschichtsforschung der Universität Wien. Zuletzt hielt er gemeinsam mit Oliver Rathkolb ein Forschungsseminar zum Thema „Opernhäuser als Beitrag zur nationalen Identitätsstiftung“ ab. 2009 wurde Dusek zum Honorarprofessor für Zeitgeschichte und Archivwissenschaft an der Universität Wien ernannt.

### Opernfachmann
Die Oper, anfangs ein privates Hobby Duseks, wurde seit Mitte der 1970 mehr und mehr Thema seines publizistischen Schaffens. Er schrieb Kritiken für die deutsche Opernzeitschrift „Orpheus“, später „Der neue Merker“, gestaltete Beiträge in der Ö1-Sendung Rampenlicht und produzierte Publikationen des Vereins „Freunde der Wiener Staatsoper“, dessen Vizepräsident (1981–1994) und Präsident er war (bis 2007).
Dusek publizierte zahlreiche Bücher und Artikel in Programmheften und organisierte 14 Mal bei den Bregenzer Festspielen den Video-Workshop, der auch auf 3sat ausgestrahlt wurde. Ab 1979 lud Dusek regelmäßig zur Opernwerkstatt ein, bei welcher er 150 Weltstars der Oper interviewte, darunter Edita Gruberová, Luciano Pavarotti, Joan Sutherland, Leontyne Price, Franco Corelli, Leonie Rysanek, Birgit Nilsson, Christa Ludwig, Anna Netrebko, Rolando Villazón, Christian Thielemann und Elīna Garanča. 2013 wurde eine von Peter Dusek und Ida Metzger aufgezeichnete Biographie über Elīna Garanča veröffentlicht (Wirklich wichtig sind die Schuhe).

### Academy of life
Von 2000 bis 2007 war Dusek Chairman der von der Firma Siemens gesponserten Veranstaltungsreihe „Academy of Life“. Er  interviewte in dieser Funktion Stargäste wie Fritz Molden, Anton Zeilinger, Donna Leon, Helmut Schmidt, Edita Gruberová, Hugo Portisch, Carl Djerassi, Richard Dreyfuss, Thomas Muster, Robert Dornhelm, Reinhold Messner, Tobias Moretti, Karlheinz Böhm, Herbert Grönemeyer, Vivienne Westwood, Franz Olah, Andrea Jonasson oder Sir Peter Ustinov.

### „Golden Archives“-Projekt
Seit 2007 arbeitete Dusek gemeinsam mit Sven Saekert am Projekt „Golden Archives“, wobei es unter anderem um die didaktische Nutzung der wiederentdeckten Parlamentsberichte aus der Frühzeit des Fernsehens ging. Die Integration der Berichte aus dem Hohen Haus in Wien sowie die Vernetzung mit den Berichten aus dem Europaparlament in Strasbourg und Brüssel standen dabei im Mittelpunkt. Im Rahmen des Projekts wurden über 12.000 Stunden Filmmaterial grob erschlossen. Zudem existieren zwei DVD-Editionen als Best-of-Portraits über Bruno Kreisky und Josef Klaus.

## Privates
Dusek war seit 1967 mit Gerda, geb. Pirkner, verheiratet, mit der er eine Tochter hatte. Er starb im Mai 2024 im Alter von 79 Jahren. Er wurde auf dem Heiligenstädter Friedhof bestattet.

## Publikationen (Auswahl)
- Peter Dusek, Anton Pelinka, Erika Weinzierl (Hrsg.): Zeitgeschichte im Aufriss. Wien/München 1988.
- Alltagsfaschismus in Österreich. St. Pölten 1979.
- Medienkoffer zur österreichischen Zeitgeschichte I–IV. Wien 1980–1985.
- Elektra – Rache ohne Erlösung. München 1982.
- Oper live. Wien 1987.
- Zeitzeugen; 1987. Wien 1987.
- Kulissengespräche I. Wien 1993.
- Kulissengespräche II. Wien 1995.
- Leonie Rysanek – 40 Jahre Operngeschichte. Hamburg 1990.

## Auszeichnungen
- Förderungspreis der Stadt Wien
- 1979: Österreichischer Staatspreis für Wissenschaftspublizistik
- Adolf-Schärf-Preis
- Silbernes Ehrenzeichen der Stadt Wien
- 2003: Goldenes Ehrenzeichen der Stadt Wien[6]
- 2003: Professortitel, verliehen durch das Unterrichtsministerium
- 2006: Erasmus EuroMedia Medaille[7]
- 2008: Gottlob-Frick-Medaille[8]